# João IV Láscaris
João IV Ducas Láscaris tinha só oito anos quando foi nomeado imperador do Império de Niceia em 1258, após a morte de seu pai Teodoro II Láscaris. Foi o último dos imperadores Láscaris, que tanto fizeram para a restauração do Império Bizantino após a conquista de Constantinopla pelos cruzados durante a quarta Cruzada em 1204. Os regentes nomeados por seu pai foram o burocrata Jorge Muzalon e o Patriarca de Constantinopla Arsénio I, contudo com a morte de Jorge Muzalon, Miguel Paleólogo assumiu a regência.[carece de fontes?] Após a reconquista de Constantinopla por Miguel em 1261, este ordenou cegar a João, tornando-o incapaz para o posto imperial, exilando-o num castelo em mar de Mármara. Em 1290, João reconheceria Andrónico II Paleólogo como imperador.